# Чернопрудский сквер
Чернопру́дский скве́р — сквер в Нижегородском районе Нижнего Новгорода. Расположен на пересечении улиц Ошарской и Пискунова.

## Название
Чернопрудский сквер получил своё название от Чёрного (Поганого) пруда, располагавшегося когда-то на этом месте. «Поганым» пруд называли из-за того, что он служил местом стока поверхностных вод с прилегающей водосборной территории.

## История
Чёрный (Поганый) пруд существовал ещё в начале XVII века. Упоминание о нём можно встретить в Писцовой книге по Нижнему Новгороду. Длина пруда составляла 125 сажен (266,3 метра), а ширина — 65 сажен (138,5 метров).
В 1831 году купец Медовиков на свои деньги вычистил пруд и разбил вокруг него сад, где каждый год, 1 мая, устраивал праздник. На середине пруда был установлен плавучий храм, освещавшийся китайскими фонарями. Все аллеи сада и берега пруда также были освещены. В саду росли лимонные и померанцевые деревья. Летом у пруда была лодочная станция, зимой водоём использовался в качестве ледового катка.
К началу XX века пруд загрязнился и стал рассадником зловония и малярийных комаров. Вскоре было принято решение откачать всю воду и засыпать пруд.
В конце весны — начале лета 1925 года в газете «Нижегородская коммуна» началась дискуссия по поводу того, что лучше разместить на месте Чёрного Пруда. Некий Шитов предложил превратить пруд в показательный сельскохозяйственный участок, на котором выращивались бы малоизвестные в губернии культуры. Идею поддержал агроном Дома крестьянина Беляев. Противники этой идеи ссылались на то, что пруд находится в низине, плантации будут затопляться во время июльских дождей.
Летом 1925 года после сильного ливня пруд наводнился и приобрёл неприятный запах. Дождевая вода никогда не могла стечь из-за отсутствия коллектора. В 1926—1927 городская казна выделила на устройство водостоков и коллектора 129 823 рубля.
В мае 1926 года началось осушение Чёрного пруда. Дно пруда засыпали сухим грунтом и бутовым камнем. 5 июня 1926 года работы на пруде завершились, так Нижний Новгород потерял последний из шести существовавших когда-то прудов в центре города.
В 1990-е годы в Чернопрудском сквере находился вещевой рынок и торговые киоски. В нулевые годы XXI века было принято решение снести все торговые точки и поставить в сквере фонтан.
Чернопрудский сквер был благоустроен к 800-летию Нижнего Новгорода в 2019 году. В сквере появилось граффити с надписью «чёрный», новая детская площадка, скамейки, различные инсталляции.